# Gnugraf

Logotipo GNUGRAF

O GNUGRAF é um evento anual de computação gráfica com software livre que acontece no Brasil. O evento tem como objetivo expandir o conhecimento sobre software de uso livre para as áreas de Áudio, Animação, Vídeo, Produção gráfica, Design de jogos eletrônicos e Design para a Web. A última edição do evento ocorreu em agosto de 2012.
A estrutura atual do evento conta com 16 palestras e 12 minicursos ministrados em 2 dias com entrada gratuita para o público.